# Wendlandia laxa
Wendlandia laxa är en måreväxtart som beskrevs av S.K.Wu och Wei Chiu Chen. Wendlandia laxa ingår i släktet Wendlandia och familjen måreväxter. Inga underarter finns listade i Catalogue of Life.